# بحث علمي
البحث العلمي أو البحث أو التجربة التنموية هو أسلوب منظم في جمع المعلومات الموثوقة وتدوين الملاحظات والتحليل الموضوعي لتلك المعلومات باتباع أساليب ومناهج علمية محددة بقصد التأكد من صحتها أو تعديلها أو إضافة الجديد لها، ومن ثم التوصل إلى بعض القوانين والنظريات والتنبؤ بحدوث مثل هذه الظواهر والتحكم في أسبابها. أيضا هي وسيلة يمكن بواسطتها الوصول إلى حلِّ مشكلة محددة، أو اكتشاف حقائق جديدة عن طريق المعلومات الدقيقة. البحث العلمي هو الطريق الوحيد للمعرفة حول العالم، فالبحث العلمي يعتمد على الطريقة العلمية، والطريقة العلمية تعتمد على الأساليب المنظمة الموضوعة في الملاحظة وتسجيل المعلومات ووصف الأحداث وتكوين الفرضيات. هي خطوات منظمة تهدف إلى الاكتشاف وترجمة الحقائق. هذا ينتج عنه فهم للأحداث والاتجاهات والنظريات ويعمل على وجود علم تطبيقى من خلال القوانين والنظريات. كلمة بحث من الممكن أن تعرف على أنها مجموعة من المعلومات المحددة ودائماً ما تكون مرتبطة بالعلم وطرق العلم المختلفة.
ويستخدم البحث العلمى لإنشاء أو تأكيد الحقائق أو للتأكيد مرة أخرى على نتائج لأعمال سابقة، أو لحل مشاكل قائمة أو جديدة، أو لدعم مبرهنة أو تطوير نظرية جديدة. كما قد يكون مشروع بحثي للتوسع في مشاريع سابقة بنفس المجال. ولاختبار صحة الأدوات، أو الإجراءات، أو التجارب، قد تعتمد البحوث على تكرار عناصر من مشاريع سابقة، أو على تكرار المشروع كله. الأهداف الرئيسية للبحوث الأساسية (مقارنة بالبحوث التطبيقية) هي توثيق، واكتشاف، وتأويل، و/أو بحث وتطوير أساليب ونظم لترقي المعرفة الإنسانية. مناهج البحث تعتمد على فلسفة العلوم، والتي تختلف اختلافا كبيرا ما وبين الإنسانيات والعلوم.
هناك أشكال عديدة للبحث منها البحوث العلمية والبحوث الإنسانية والبحوث الفنية، وبحوث الأعمال التجارية والاقتصادية والاجتماعية، والبحث الممارس، الخ.

## التعريفات
عُرّف البحث بعدة طرق مختلفة، ورغم وجود أوجه تشابه بينها، لا يبدو أن هناك تعريفًا واحدًا جامعًا يتبناه جميع العاملين به.
البحث، في أبسط تعريفاته، هو البحث عن المعرفة والبحث عن الحقيقة. بالمعنى الرسمي، هو دراسة منهجية لمشكلة ما تواجهها استراتيجية مختارة عن عمد، تبدأ باختيار منهج لإعداد مخطط (تصميم) والعمل عليه من حيث تصميم فرضيات البحث واختيار الأساليب والتقنيات واختيار أو تطوير أدوات جمع البيانات ومعالجتها وتفسيرها، انتهاءً بتقديم حل (حلول) للمشكلة.
هناك تعريف آخر للبحث قدمه جون دبليو. كريسويل، الذي يذكر أن «البحث هو عملية الخطوات المستخدمة لجمع المعلومات وتحليلها لزيادة فهمنا لموضوع أو مشكلة ما». يتألف من ثلاث خطوات: طرح سؤال وجمع البيانات للإجابة عن السؤال وتقديم إجابة عن السؤال.
يعرّف قاموس ميريام وبستر على الإنترنت البحث بشكل عام ليشمل أيضًا دراسة المعرفة الموجودة مسبقًا: «الاستقصاء أو الفحص الدؤوب؛ خاصةً: الاستقصاء أو التجريب الذي يهدف إلى اكتشاف وتفسير الحقائق أو مراجعة النظريات أو القوانين المقبولة في ضوء الحقائق الجديدة، أو التطبيق العملي لهذه النظريات أو القوانين الجديدة أو المنقحة».

## المشاكل في البحث

### البحث التلوي
البحث التلوي هو دراسة البحوث باستخدام أساليب البحث. يُعرف أيضًا باسم «البحث في البحث»، ويهدف إلى الحد من الهدر وزيادة جودة البحث في جميع المجالات. تهتم البحوث التلوية بالكشف عن التحيز والعيوب المنهجية وغيرها من الأخطاء وأوجه القصور. كان من بين النتائج التي توصلت إليها البحوث التلوية انخفاض معدلات التناتجية في عدد كبير من المجالات. أطلق على هذه الصعوبة الواسعة الانتشار في إعادة إنتاج البحوث اسم «أزمة التكرار».

### أساليب البحث
في العديد من التخصصات، تسود الأساليب الغربية في إجراء البحوث، إذ يتم تعليم الباحثين الأساليب الغربية في جمع البيانات ودراستها. أدرجت المشاركة المتزايدة للشعوب الأصلية في البحوث اهتمامًا متزايدًا بالثغرة العلمية في الأساليب المراعية للثقافات في جمع البيانات. مثلًا، تم إنشاء «هوا أورانجا» معيارًا للتقييم النفسي لدى سكان الماوري، ويستند إلى أبعاد الصحة النفسية المهمة لشعب الماوري -«تاها وايروا (البعد الروحي) وتاها هينينجارو (البعد العقلي) وتاها تينانا (البعد الجسدي) وتاها واناو (البعد العائلي)».

### التحيز
غالبًا ما تكون البحوث متحيزة في اللغات المفضلة (التمييز اللغوي) والمواقع الجغرافية التي تجرى فيها البحوث. يواجه العلماء من الدول الهامشية تحديات الإقصاء والتحيز اللغوي في البحث والنشر الأكاديمي. بما أن أغلب المجلات الأكاديمية السائدة مكتوبة باللغة الإنجليزية، غالبًا ما يتعين على هؤلاء العلماء متعددي اللغات ترجمة أعمالهم لقبولها في المجلات النخبوية التي يهيمن عليها الغرب. يعبر العلماء متعددو اللغات عن أنفسهم بأساليبهم الخاصة في التواصل، فقد يتم الحكم على مهاراتهم اللغوية بأنها تفتقر للكفاءة، بدلًا من إدراك أنها مجرد اختلاف.

### قابلية التعميم
التعميم هو عملية تطبيق النتائج الصالحة لدراسة واحدة على نطاق أوسع. قد تعيق الدراسات ذات النطاق الضيق قابلية التعميم، ما يعني أن النتائج قد لا تنطبق على مجموعات سكانية أو مناطق أخرى. في السياسة المقارنة، قد ينتج ذلك عن استخدام دراسة أحادية البلد، بدلًا من تصميم دراسة تستخدم بيانات من بلدان متعددة. رغم مشكلة قابلية التعميم، ازداد انتشار الدراسات أحادية البلد منذ أواخر العقد الأول من القرن الحادي والعشرين.

## منشورات

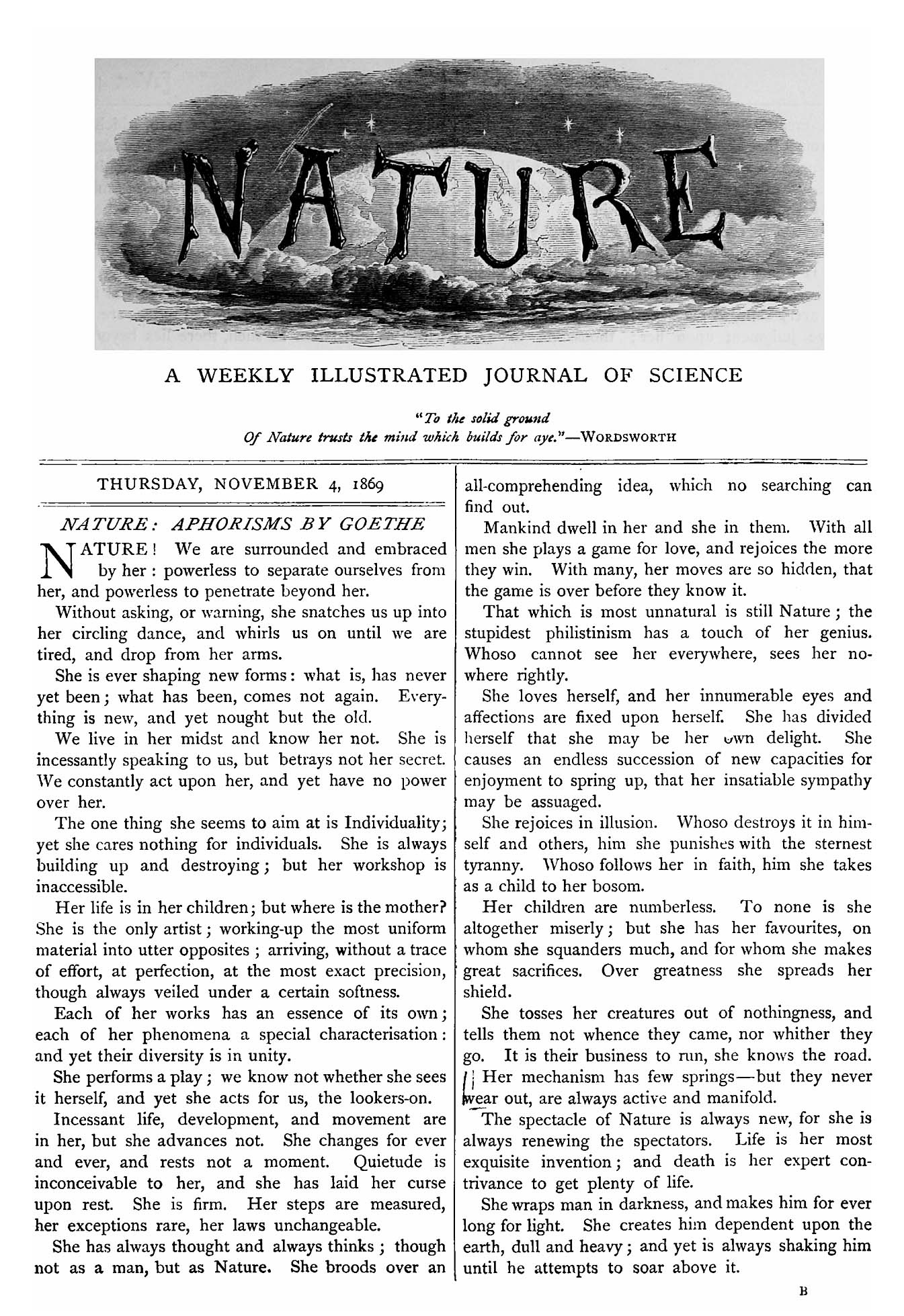
غلاف العدد الأول الصادر في 4 نوفمبر 1869